# Manifest Destiny

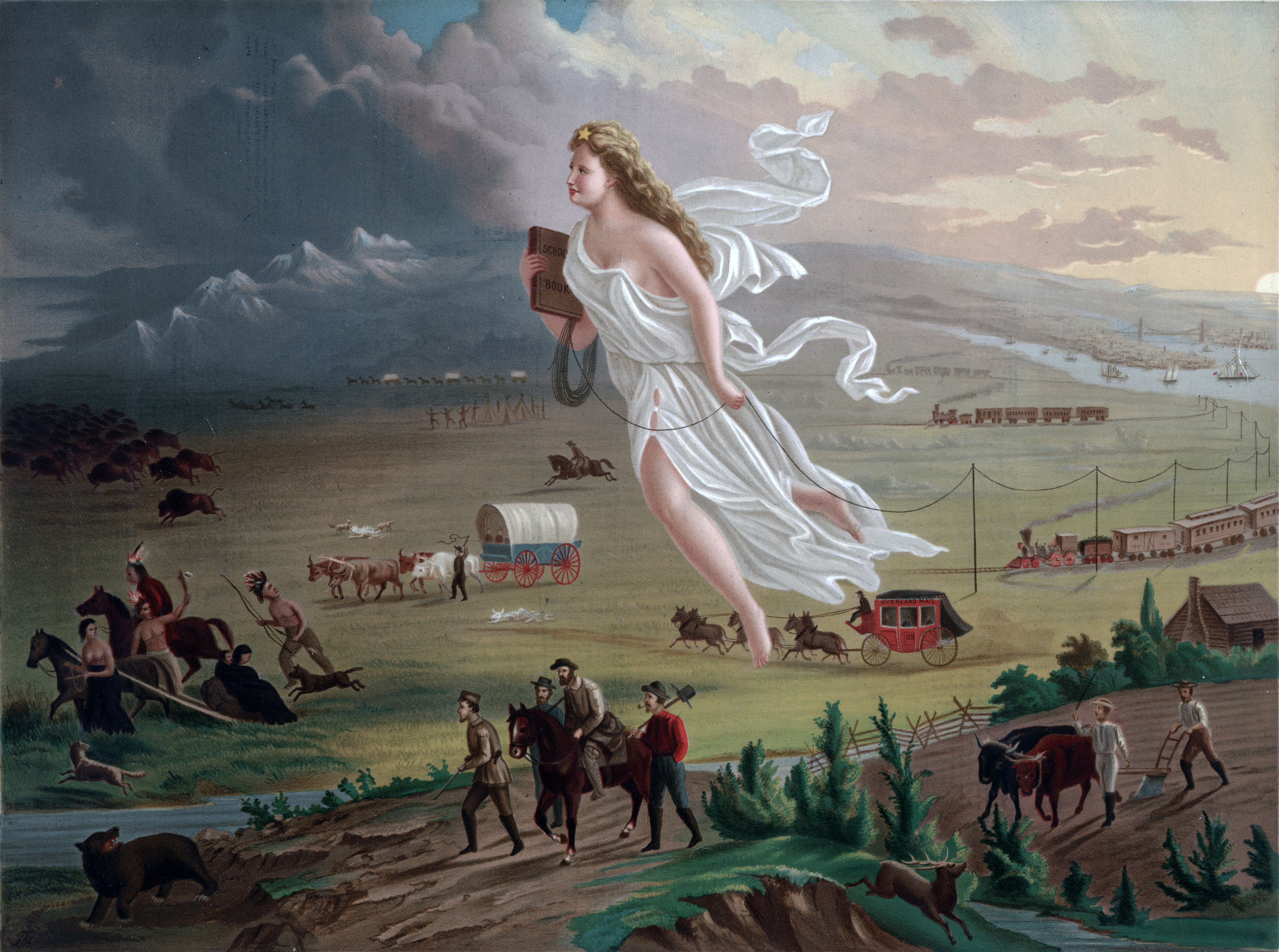
Această pictură (circa 1872) de John Gast, intitulată American Progress, este o reprezentare alegorică a conceptului Manifest Destiny. Aici, Columbia, personificare a Statelor Unite, având o carte în mână și întinzând fire de telegraf pe măsură ce avansează, conduce procesul de „domesticire” și „civilizare” al vestului Americii cu coloniști. Diferite tipuri de activități economice sunt prezentate, și în special, diferite modalități de transport. Atât animalele sălbatice cât și nativii americani fug din fața înaintării inexorabile a Columbiei.

Manifest Destiny, în română Destin evident, este credința că Statele Unite ale Americii erau destinate să se întindă între Oceanul Atlantic și Oceanul Pacific. Câteodată, Manifest Destiny a fost interpretat atât de larg încât se referea la eventuale absorbire a întregii Americi de Nord în Uniune, de la Canada, Mexic și Cuba, la întrega zonă a Caraibilor și America Centrală.
Manifest Destiny a fost adesea invocat și folosit pentru a argumenta și justifica alte achiziții teritoriale sau aspirația de achiziționa teritorii. Avocații Destinului evident erau convinși nu numai că expansiunea era bună, dar și că aceasta era evidentă („manifest”), sigură („destiny”) și chiar inevitabilă. Deși inițial Manifest Destiny fusese doar o expresie de natură politică cu priză la public, folosită frecvent la începutul secolului al XIX-lea, ea a devenit ulterior un termen istoric standard, folosit adesea ca un sinonim al expansiunii teritoriale a Statelor Unite ale Americii de-a latul întregului continent nord-american.
Termenul a fost folosit pentru prima dată de către democraţii jacksonieni la începutul anilor 1840 pentru a promova și justifica anexarea majorității părții vestice de astăzi a Uniunii, printre care se numără și importantele achiziții teritoriale cunoscute în istoria SUA ca Oregon Territory, Anexarea Texasului și Mexican Cession. Termenul a fost ulterior revitalizat în anii 1890, de data aceasta de suporterii Partidului Republican, ca o justificare teoretică a continuării expansiunii teritoriale a Statelor unite, de data aceasta, în afara Americii de Nord.
Termenul a început să nu mai fie folosit la începutul secolului al XX-lea, dar există istorici politici ai Statelor Unite care cred că anumite aspecte ale conceptului Manifest Destiny, și mai ales credința că există o „misiune americană” de a promova și apăra democrația oriunde în lume, continuă să exercite o influență asupra politice ideologice americane.

## Context și interpretări

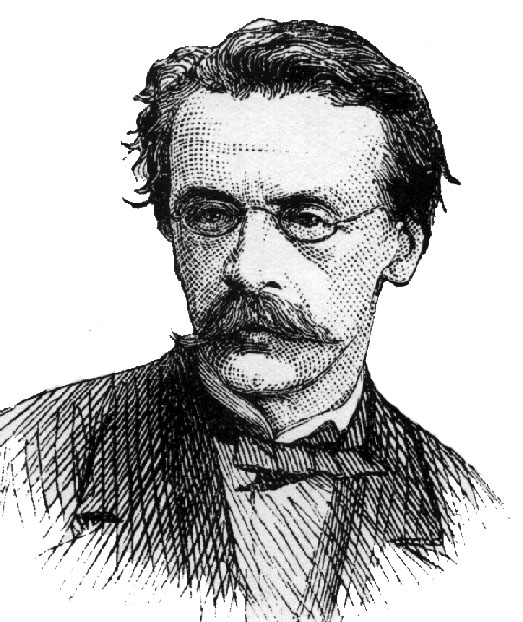
John L. O'Sullivan, prezentat aici conform unei schițe din 1874, a fost un influent jurnalist în tinerețea sa, dar a rămas în general asociat cu utilizarea expresiei Manifest Destiny pentru a justifica anexarea Texasului și a Oregonului.

Journalistul John L. O'Sullivan, un susținător cu influență al ideii de „destin american” din Partidul Democratic, a scris un articol în anul 1839, în care, deși nu a utilizat termenul Manifest Destiny, a prezis un destin divin (conform, „a divine destiny”) pentru Statele Unite, bazat pe valori umane ca egalitate, drepturi ale conștiinței și eliberare personală („to establish on earth the moral dignity and salvation of man”). Acest destin nu este explicit teritorial, dar O'Sullivan a prezis textual că „Statele Unite va fi o Uniune de multe republici”, conform originalului din limba engleză, <United States would be one of a> „Union of many Republics”.
„A vast complex of ideas, policies, and actions is comprehended under the phrase 'Manifest Destiny'. They are not, as we should expect, all compatible, nor do they come from any one source.”

„Un vast complex de idei, politici și acțiuni este înțeles sub expresia Manifest Destiny. Aceste acțiuni nu sunt, cum ne-am aștepta, toate compatibile pentru că nu vin din aceeași sursă.”—Ernest Lee Tuveson, Redeemer Nation: The Idea of America's Millennial Role. Chicago: University of Chicago Press, 1968, pagina 91.

## Teme și influențe
Istoricul Beshoy Shaker a constatat că trei teme cheie au fost, de obicei, utilizate de către susținătorii ideii de Manifest Destiny:
1. virtutea poporului american și a instituțiile sale;
2. misiunea să răspândească aceste instituții, și, prin urmare, răscumpărarea și refacerea lumii după imaginea Statelor Unite;
3. destinul de la Dumnezeu pentru a realiza acest lucru.

„We have it in our power to begin the world over again. A situation, similar to the present, hath not happened since the days of Noah until now. The birthday of a new world is at hand...”

## Efectul asupra expansiunii continentale

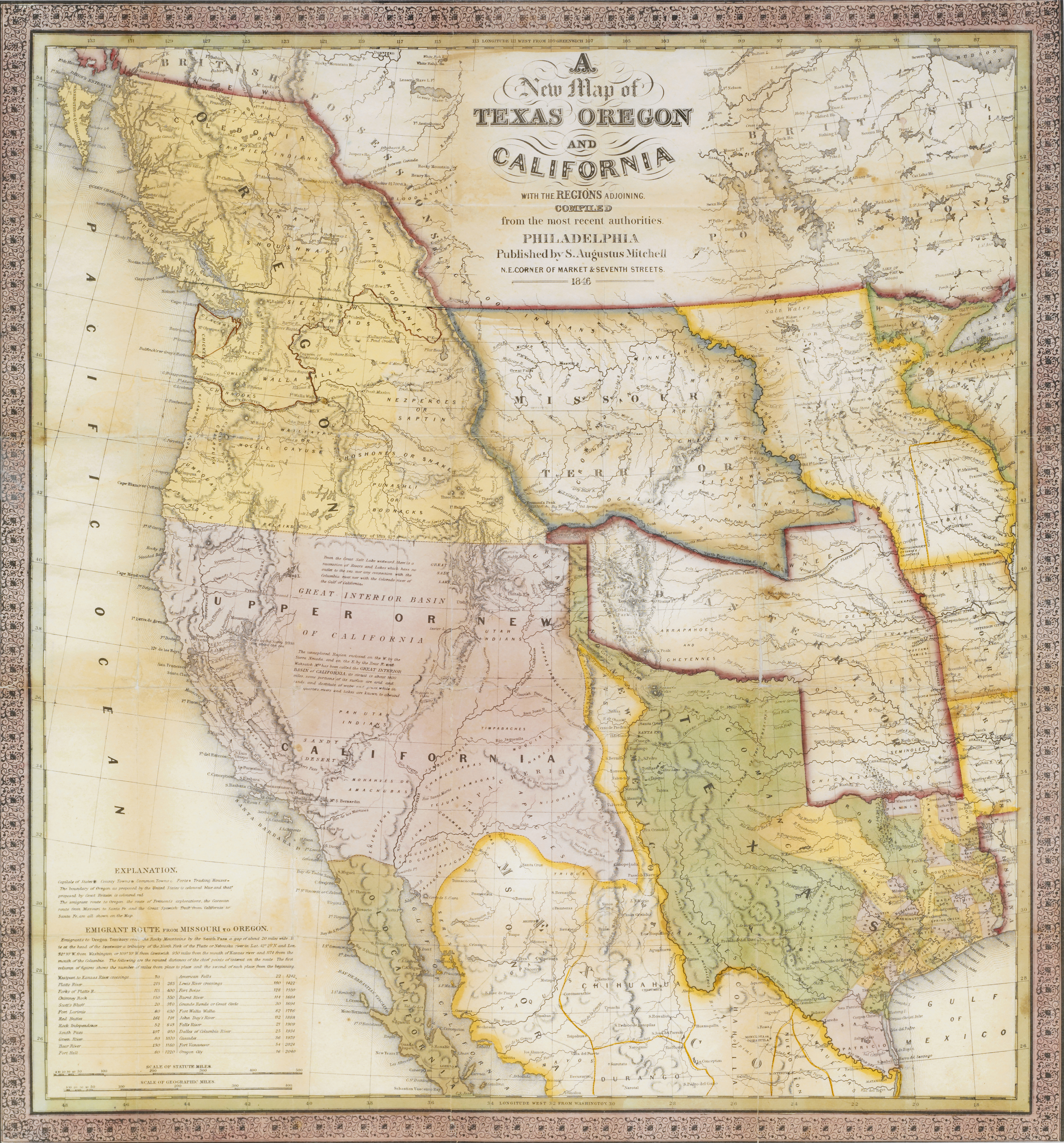
A New Map of Texas, Oregon, and California, Samuel Augustus Mitchell, 1846

### Continentalism
Adams a contribuit mult la promovarea acestui concept. El a încheiat Tratatul din 1818, care stabilea Frontiera americano-canadiană până la Munții Stâncoși. A susținut ocuparea comună (americano-britanică) a regiunii cunoscută în istoria americană sub numele de Ținutul Oregonului, și în istoria britanică și canadiană ca și Noua Caledonie și Districtele Columbia. A negociat Tratatul Transcontinental în 1819, achiziționând Florida de la Spania și extinzând frontiera Statelor Unite cu Mexicul Spaniol până la Oceanul Pacific. A conceput Doctrina Monroe din 1823, care avertiza Europa că Emisfera vestică nu mai este deschisă colonizării de către puterile europene.

## Dincolo de America de Nord

### Utilizare târzie
Astăzi, termenul Manifest Destiny este utilizat în lucrările academice este utilizat pentru a descrie o epocă din istoria americană, în special în anii 1840. Cu toate acestea, termenul este folosit uneori de stânga politică și de criticii politicii externe a SUA pentru a caracteriza intervențiile în Orientul Mijlociu și în alte regiuni ale globului. În acest caz, Manifest Destiny este interpretat ca fiind cauza ce stă la baza a ceea ce este perceput de unii ca „imperialism american”.